# Liste des séismes en France
Pour un article plus général, voir Listes de séismes.
Pour les séismes historiques ayant eu lieu avant 1962, voir Liste des séismes historiques en France.
| |  |  |
| Cartes des failles actives et de la sismicité historique en France métropolitaine élaborées par les scientifiques du Résif. Comme ces pays voisins de l'Europe de l'Ouest, l'Hexagone peut être défini comme une région continentale stable à fort héritage structural du socle. Cet héritage (faille héritée, épaisseur et composition de la croûte) joue un rôle primordial dans le rejeu de grandes failles héritées de phases tectoniques antérieures et qui contrôlent la sismicité actuelle. |  |  |

En France, l'aléa sismique est évalué de faible à fort selon les régions considérées, le territoire français s'étendant sur des zones géologiques très disparates.
- En France métropolitaine, la sismicité du pays est principalement due au processus de collision continentale entre la plaque eurasienne et la plaque africaine.
- Aux Antilles, la sismicité correspond à la subduction de la plaque sud-américaine sous la plaque caraïbe (Antilles).
- Pour la Réunion, l'activité volcanique est en relation avec celle d'un point chaud.

## Zones touchées
En métropole, l'Est du pays (Alsace, Jura, Alpes), le Sud-Est (Alpes-Maritimes, Provence) et les Pyrénées sont les plus concernés. Un risque plus diffus existe du Cotentin aux Charentes. Les derniers gros séismes recensés en France métropolitaine datent ainsi de la fin du XIXe siècle et du début du XXe siècle, avec notamment celui de Provence en 1909, qui a fait des centaines de victimes et des dommages économiques estimés à 700 millions d'euros.
En Outre-mer, aux Antilles, l'aléa (la probabilité) de séisme est élevé, et les constructions sont vulnérables. Le risque de tsunami existe aussi. En 2010, l'OPECST a conclu qu'« aujourd'hui, la France n'est pas préparée à un tremblement de terre ». Selon les experts interrogés par l'OPECST, un séisme comme celui survenu en Provence en 1909 ferait des centaines de victimes et des dommages économiques aussi importants qu'il y a un siècle, et un séisme comme celui de Fort-de-France en 1839 ferait aujourd'hui plus de 30 000 victimes.

## Liste chronologique des séismes ressentis en France

### XXesiècle(depuis 1962)
| Date                  | Magnitude | Zone géographique       | Localité                                            | Observations |
| --------------------- | --------- | ----------------------- | --------------------------------------------------- | --- |
| 25 avril 1962         | 5,3       | Isère                   | Corrençon-en-Vercors                                | Nombreuses destructions. |
| 19 juillet 1963       | 5,7 et 6  | Côte d'Azur             | .                                                   | Deux secousses situées en Mer de Ligurie avec des dégâts et petit raz de marée. |
| 13 août 1967          | 5,8       | Pyrénées-Atlantiques    | Séisme d'Arette                                     | Un mort, douze blessés et 80 % du village détruit, dont le clocher de l'église. |
| 25 décembre 1969      | 7,2       | Dominique               | Très fortement ressenti en Guadeloupe et Martinique | Nombreux dégâts ; nombreuses répliques dont quatre de magnitude supérieure à 5.5 |
| 1970                  |           | Andorre                 |                                                     | Intensité V |
| 1971                  | 4,3       | Jura                    | Barrage de Vouglans                                 | Intensité MSK VII |
| 7 septembre 1972      | 5,7       | Charente-Maritime       | île d'Oléron                                        | C'est le plus important ressenti sur l'île et le littoral charentais au XXe siècle ; il a causé quelques dégâts matériels assez importants mais sans victime à déplorer. Il reste cependant "la référence" en matière de sismicité régionale quand surviennent d'autres séismes dans le département. |
| 1978                  | 4,3       | Pyrénées-Orientales     | Estagel, Fenouillèdes                               | Intensité V, |
| 1979                  | 4,5       | Pas-de-Calais           | Arques                                              | |
| 1979                  | 5         | Pyrénées-Orientales     | Prats-de-Mollo-la-Preste                            | |
| 29 février 1980       |           | Pyrénées-Atlantiques    | Arudy                                               | Intensité épicentrale VII. Ressenti jusqu'à Toulouse (Haute-Garonne) et en Provence-Alpes-Côte d'Azur. |
| 15 juillet 1980       |           | Haut-Rhin               | Habsheim                                            | Intensité épicentrale VI |
| Décembre 1984         | 4,6       | Vosges                  | Remiremont                                          | , |
| 11 décembre 1987      | 3,7       | Territoire de Belfort   | Belfort                                             | Épicentre au sud-est de la cité |
| 8 février 1988        | 4,9       | Italie                  |                                                     | Magnitude de 4,9 à 13 h 36, magnitude de la réplique 4,6 à 14h08. Ressenti en France |
| 5 juin 1988           | 3,8       | Isère                   | Crémieu                                             | |
| 6 janvier 1989        | 5         | Hautes-Pyrénées         | Tarbes                                              | Sud-est de la ville |
| 15 avril 1990         | 4,2       | Alpes-Maritimes         | Menton                                              | |
| 11 février 1991       | 4,6       | Hautes-Alpes            | Briançon                                            | |
| 13 avril 1992         | 5,6       | Pays-Bas                | Roermond                                            | Ressenti en Lorraine et en Alsace, également du Royaume-Uni à la Tchéquie. Peu de dégâts. |
| 16 août 1992          | 4,6       | Alpes-Maritimes         | Saint-Sauveur-sur-Tinée                             | |
| 13 mars 1993          | 5,5       | Loire-Atlantique        | Guérande                                            | |
| 14 décembre 1994      | 5,1       | Haute-Savoie            | Le Grand-Bornand                                    | Ressenti aussi en Savoie et Isère. Faibles dégâts matériels. |
| 21 avril 1995         | 4,7       | Alpes-Maritimes         | Menton                                              | |
| 20 juin 1995          | 5,5       | Belgique                | Thuin                                               | Ressenti dans le Nord et l'Aisne. |
| 18 février 1996       | 6         | Pyrénées-Orientales     | Fenouillèdes                                        | Légers dégâts. |
| 15 juillet 1996       | 5,2       | Haute-Savoie            | Épagny                                              | Article détaillé : [[: Séisme de 1996 à Annecy ]]. |
| 15 et 28 juillet 1996 |           | Hautes-Alpes            | Briançon                                            | |
| 31 octobre 1997       | 4,8       | Alpes-de-Haute-Provence | Barcelonnette                                       | |
| 17 juillet 1998       | 4,7       | Golfe de Gascogne       |                                                     | |
| 8 juin 1999           | 5,8       | Martinique              |                                                     | Épicentre situé à 50 km de l'île et à 30 km de profondeur. Intensité V, dégâts matériels modérés à importants. |
| 4 octobre 1999        | 4,8       | Haute-Garonne           | Saint-Béat                                          | |

### Années 2000
| Date              | Magnitude | Zone géographique    | Localité | Observations |
| ----------------- | --------- | -------------------- | --- | --- |
| 7 février 2000    | 4,5       | Finistère            | Brest | ... |
| 13 mars 2000      | 4,2       | Pyrénées-Atlantiques | Aramits | ... |
| 21 août 2000      | 5,0       | Italie               | Asti | Ressenti en France |
| 25 février 2001   | 4,5       | Alpes-Maritimes      | Au Sud-Sud-Est de Nice                                                                                        | ... |
| 8 juin 2001       | 4,9       | Vendée               | Chantonnay | ... |
| 30 septembre 2002 | 5,4       | Morbihan             | Languidic | Dégâts minimes, seule une cheminée est tombée. |
| 22 février 2003   | 5,4       | Vosges               | Rambervillers et Saint-Dié                                                                                    | Ressenti dans une quarantaine de départements, jusque Strasbourg et Lille, en Allemagne et en Suisse. Peu de dégâts. |
| 23 février 2004   | 5,1       | Doubs                | Roulans | Peu de dégâts. |
| 19 septembre 2004 | 5,3       | Espagne              | Région de la Navarre (Espagne), ressenti vers Hendaye                                                         | Réplique de magnitude 5,2 le 30 septembre 2004 |
| 21 novembre 2004  | 6,3       | Guadeloupe           | Région des Saintes en Guadeloupe (Antilles françaises), ressenti également dans tout l'archipel Guadeloupéen. | 1 mort et de nombreux blessés, intensité VIII aux Saintes. Suivi de nombreuses répliques (25 000 en un an soit de novembre 2004 à novembre 2005) |
| 5 décembre 2004   | 5,3       | Haut-Rhin            | Est de Colmar                                                                                                 | ... |
| 14 février 2005   | 5,7       | Guadeloupe           | Région des Saintes en Guadeloupe (Antilles françaises), réplique du séisme du 21 novembre 2004.               | intensité VII à VIII aux Saintes |
| 18 avril 2005     | 4,7       | Charente-Maritime    | Saint Pierre d'Oléron                                                                                         | Suivi de deux répliques de magnitudes 3,0 et 3,4 dans les dix minutes suivant le choc principal. |
| 8 septembre 2005  | 4,9       | Haute-Savoie         | Vers Vallorcine                                                                                               | |
| 10 juin 2006      | 5,3       | Espagne              | Sud d'Oviedo                                                                                                  | ... |
| 17 novembre 2006  | 4,9       | Hautes-Pyrénées      | | ... |
| 8 décembre 2006   | 3,4       | Suisse               | Bâle | La construction d’une centrale géothermique en Suisse provoque un premier séisme jusqu’en Alsace sans faire de dégâts. Un mois après environ, un nouveau séisme de 3,1 sur l'échelle de Richter frappe la région de Bâle. L'émotion dans la région a été forte depuis le Tremblement de terre de Bâle en 1356, centre du plus grand séisme historiquement connu au nord des Alpes, suivi d'un gigantesque incendie. |
| 29 novembre 2007  | 7,4       | Martinique           | | Intensité VI à VII, 1 mort, 6 blessés graves (notamment par défenestration), des centaines de blessés légers (entorses, malaises). Dégâts matériels modérés à important (effondrement d'un parking à Fort-de France, importantes fissures à l'hôpital de Trinité). Le plus puissant séisme aux Antilles depuis 1974. Il survient à 15h exactement à environ 30 km du Nord de la Martinique et est ressenti dans tout l'arc Antillais et même en Guyane. Peu de répliques surviennent dont la plus forte vers minuit est ressentie par toute la population. Les dégâts relativement modérés à important s'expliquent par l'importante profondeur du séisme (140 km). Un séisme plus superficiel aurait sans doute provoqué un bilan humain et matériel beaucoup plus lourd. |
| 23 février 2008   | 4,3       | Moselle              | Merlebach | ... |
| 18 mai 2008       | 4,2       | Hautes-Pyrénées      | Tarbes | ... |
| 24 octobre 2008   | 4,2       | Alpes-Maritimes      | Saint-Sauveur-sur-Tinée                                                                                       | ... |
| 5 mai 2009        | 4,3       | Allemagne            | Kandern | Ressenti essentiellement en Alsace, en Lorraine du Nord-Est, en Lorraine de l'Est, en Lorraine du Sud-Est et Franche-Comté. |

### Années 2010
| Date                    | Magnitude                | Zone géographique       | Localité | Observations |
| ----------------------- | ------------------------ | ----------------------- | --- | --- |
| 24/01/2010              | 5,1                      | Guadeloupe              | Hypocentre situé approximativement à 60 km de Marie-Galante, et à 52 km de Saint-François au nord de la Guadeloupe à une profondeur de 67 km.                                      | À 18 h 43 heure locale,. Ce tremblement de terre n’a aucun rapport avec le séisme d'Haïti du 12 janvier. |
| 07/05/2010              | 5,0                      | Guadeloupe              | Hypocentre situé à 43 km de profondeur, 41 km au nord-est de Saint-François en Guadeloupe.                                                                                         | Le séisme s'est produit à 19 h 12 heure locale. |
| 30/06/2010 - 7 h 15 TU  | 4,2                      | Vendée                  | Fontenay-le-Comte | |
| 30/06/2010 - 11 h 53 TU | 4,3                      | Savoie                  | Épicentre exact : Pic du Cheval Noir, 2 km au nord-est de Saint-François-Longchamp 1650, à 4 km au sud-ouest de Valmorel.                                                          | |
| 05/02/2011 - 1 h 39     | 3,9                      | Charente-Maritime       | Île d'Oléron | Ressenti à La Rochelle, l'île de Ré, Rochefort, Royan et jusqu'au sud-ouest de Fontenay-le-Comte (L'île d'Elle - Vendée). |
| 02/07/2011 - 16 h       | 4,0                      | Corse                   | Ajaccio | relevé par les sismographes en Italie, Sud-Est de la France, jusque dans le Jura (OG35). |
| 07/07/2011 -            | 5,2                      | Corse                   | | Ressenti à Marseille assez fort dans les 6e, 8e et 9e arrondissements de la ville, ainsi que sur toute la Côte d'Azur. |
| 03/08/2011 - 3 h 36     | 4,5                      | Gard                    | Barjac | Ressenti dans le Gard (épicentre situé à Barjac) l'Hérault, Lozère, la Drôme et l'Ardèche. |
| 06/08/2011              | 5,1                      | Martinique              | Ressenti à la Martinique à 0 h 0 heure locale (GMT-4 h 0) précises, l'épicentre de ce séisme a été localisé à 72 km à l'est-sud-est de Sainte-Lucie et la profondeur est de 42 km. | Pas de dégâts connus. |
| 26/02/2012              | 4,9                      | Hautes-Alpes            | 5 km de Crévoux, 2-3 km de profondeur largement ressentie, à 23 h 40. | Aucun dégât |
| 31/12/2012              | 4,8                      | Pyrénées-Atlantiques    | Près de Coarraze et de Nay (Pyrénées-Atlantiques), 2 km de profondeur, 0 h 35 (heure locale).                                                                                      | Ressentie dans la région de Pau, Nay, Pontacq, Lourdes, Argelès-Gazost, Cauterets. Légers dégâts dans le Béarn. Plusieurs répliques dont la plus importante à 4 h 34 (heure locale) d'une magnitude de 3,6 selon le BCSF. |
| 06/01/2013              | 4,0                      | Pyrénées-Atlantiques    | Au nord-ouest de Lourdes à 0 h 26, 5 km de profondeur. | Ressenti dans la région de Lourdes et ses alentours. Pas de dégât signalé. Une réplique de 3,4 a eu lieu quelques minutes après à 0 h 30 (heure locale) |
| 07/01/2013              | 4,1                      | Hautes-Alpes            | Au nord-est de Guillestre à 5 h 20 heure locale. 2 km de profondeur, | Pas de dégât signalé. Ressenti dans la majeure partie des Hautes-Alpes. |
| 21/11/2013              | 4,7                      | Morbihan                | Epicentre à 2 km de Grand-Champ, à 10 h 53. | Pas de dégât signalé. |
| 26/01/2014 - 22 h 16    | 3,9                      | Aveyron                 | Ce séisme s'est produit à 27 kilomètres au nord de Rodez. | Pas de dégât signalé. Il a été ressenti « quelques secondes » à Sébrazac, ainsi que dans les vallées du Lot et de la Truyère. |
| 18/02/2014              | 6,5                      | Martinique              | Epicentre à 200 km à l'est de la Martinique, à 5 h 27 heure locale | Bien ressenti en Martinique et dans plusieurs îles de l'arc Antillais (Barbade, Saint Vincent, Sainte Lucie, Dominique, Guadeloupe) avec des intensités comprises entre II et V. |
| 07/04/2014              | 5,2                      | Alpes-de-Haute-Provence | Epicentre à 16 km de Barcelonnette à 21 h 27 | Ressenti de Nice à Lyon, ainsi qu'à Turin, Marseille et Grenoble. Quelques dégâts mineurs signalés dans la vallée de l'Ubaye, cheminées fissurées et chutes de tuiles. Quelques répliques de faible amplitude plus à l'est. |
| 16/05/2014              | 6 (USGS) ou 6,3 (OVSG)   | Guadeloupe              | Localisé à 117 km des côtes de La Désirade à une profondeur de 11 km. | Globalement bien ressenti en Guadeloupe avec une intensité de IV (localement IV selon les sites) sur l'échelle MSK. Également perçu à la Dominique et la Martinique (Intensité III) |
| 11/07/2014              | 4,9                      | Bretagne                | Épicentre situé entre l'île de Jersey et Paimpol, le long de la faille allant de Saint-Brieuc à la Manche.                                                                         | Pas de dégât signalé. Ressenti tout le long de la côte nord de la Bretagne. |
| 23/11/2014              | 3,0                      | Haute-Savoie            | Chamonix-Mont-Blanc. | Pas de dégât signalé. |
| 07/12/2014              | 5,1                      | Martinique              | Épicentre situé à 86 km au sud est des côtes de Sainte-Anne. | D'une profondeur faible (7 km), il a été largement ressenti dans les îles de Sainte-Lucie, Saint-Vincent, de la Martinique et de la Barbade avec des intensités comprises entre II et V aux alentours de 11 h 35 heure locale. |
| 19/12/2014              | 5,7                      | Guadeloupe              | Localisé à 5 km au nord-ouest de la commune du Lamentin en Guadeloupe. | Ressenti avec des intensités de III à V en Guadeloupe. Aucun dégât signalé. Ce séisme relativement fort mais profond (hypocentre à 118 km de la surface) a été ressenti sur tout le territoire guadeloupéen et jusqu'à la Martinique |
| 29/01/2015              | 3,7                      | Vendée                  | Épicentre à 12 km au sud des Herbiers, à 21 h 21, mesuré à 3.7 sur l'échelle de Richter d'après le RéNaSS.                                                                         | Aucun dégât signalé. |
| 14/05/2015              | 4.6 (USGS) ou 5,0 (OVSM) | Martinique              | Enregistré à 10 h 16 (heure locale). L’épicentre est situé à 69 km au sud−est de Sainte-Anne en Martinique et à 53 km de profondeur.                                               | Bien ressenti à travers toute l'île ainsi que dans l'île voisine de Sainte-Lucie. Intensité III à IV, localement V. |
| 22/05/2015              | 4,2                      | Angleterre              | Épicentre à 7 km au large de Douvres. | Aucun dégât signalé. Ressenti dans le Pas-de-Calais et en Flandre vers 03 h 55. |
| 16/07/2015              | 6,7                      | Martinique              | A 11 h 16 (heure locale). Épicentre situé 253 km à l'est sud-est de la Martinique (environ 100 km à l'est de la Barbade) et 24 km de profondeur.                                   | Il a été précédé d'un séisme précurseur de magnitude 5,9 peu ressenti en Martinique et d'un important essaim de répliques. Aucun dégât. Bien ressenti en Martinique. Intensité III à IV, localement V. Intensité IV à VI à la Barbade. |
| 22/08/2015              | 5,0                      | Martinique              | Enregistré à 9 h 03 (heure locale). Épicentre situé à 57 km est-sud-est du Vauclin à 81 km de profondeur.                                                                          | Ressenti avec des intensités de II à III et IV localement en Martinique. |
| 01/10/2015              | 4,5 (USGS) ou 5.1 (OVSM) | Martinique              | Enregistré à 14 h 29 heure locale. Situé 54 km à l'est-nord-est de Trinité et à 63 km de profondeur.                                                                               | Ressenti par la majorité de la population en Martinique avec des intensités allant de III à V. Ressenti également en Guadeloupe. |
| 06/11/2015              | 4,4                      | Alpes-de-Haute-Provence | Enregistré à 7 h 55 heure locale. Situé à 4 km au nord de Barcelonnette. | Intensités allant de V à VI. |
| 24/11/2015              | 4,5                      | Martinique              | Enregistré à 22 h 06 heure locale. Situé à l'est-sud-est de la Martinique à 29 km de profondeur.                                                                                   | Intensités II à III sur l'ensemble de l'île, et IV très localement. |
| 28/12/2015              | 5,5                      | Martinique              | Enregistré à 02 h 55 heure locale. Situé sur la côte Caraïbe à proximité de Bellefontaine, Martinique à 157 km de profondeur.                                                      | Ressenti avec des intensités de II à III sur l'ensemble de l'île et dans les îles voisines. Intensité IV localement en Martinique. |
| 31/01/2016              | 4,7                      | Guadeloupe              | Enregistré à 12 h 42 heure locale, situé à 9 km des côtes de Goyave en Guadeloupe. Relativement profond (127 km).                                                                  | Ressenti sur l'ensemble de la Guadeloupe avec des intensités de II à III maximum. Ressenti dans une moindre mesure en Martinique. |
| 02/02/2016              | 5,1                      | Martinique              | Enregistré à 3 h 18 heure locale. Situé à 63 km à l'est-nord-est de la commune de Trinité en Martinique et à 41 km de profondeur.                                                  | Bien ressenti en Martinique avec une intensité de III à IV voire V à certains endroits. La plupart des gens ont été tirés de leur sommeil par un grondement et de fortes mais brèves secousses de quelques secondes. Également ressenti jusqu'en Guadeloupe. |
| 19/03/2016              | 6,0                      | Guadeloupe              | Épicentre situé assez loin au large de la Guadeloupe (192 km) séisme peu profond (9 km).                                                                                           | Aucun dégât signalé. |
| 28/04/2016              | 4,9                      | Charente-Maritime       | À 13 km au sud-est de La Rochelle. | Aucun dégâts matériels et humains constatés. |
| 02/05/2016              | 4,2                      | Vienne                  | Épicentre situé à 20 km au sud-est de Chinon. | Aucun dégât signalé. |
| 13/12/2016              | 3,8                      | Isère                   | Épicentre situé à 11 km au sud-ouest de La Tour du Pin. | Aucun dégât signalé. Ressentie jusque dans le Rhône, la Savoie et le Sud-Isère. |
| 03/02/2017              | 5,8                      | Martinique              | Enregistré à 15 h 54 heure locale. Situé à environ 69 km à l'est-nord-est de Trinité en Martinique et 32 km de profondeur .                                                        | Ressenti assez fortement en Martinique avec une intensité moyenne de IV-V, localement VI ce qui en fait le séisme le plus significatif depuis celui du 29 novembre 2007. Selon la plupart des témoignages, le séisme a été ressenti en deux temps. Une première secousse brève d'environ 5 secondes puis une deuxième qui a duré environ 10 secondes. Les secousses ont provoqué des dégâts légers et la panique au sein de la population. Également ressenti en Guadeloupe (Intensité III) et jusqu'à la Barbade.                                                               |
| 28/09/2017              | 3,9                      | Bretagne                | Épicentre situé à 5 km de Janzé. | Aucun dégât signalé. |
| 12/02/2018              | 4,8                      | Vendée / Deux-Sèvres    | Épicentre situé à proximité de Coulonges-sur-l'Autize, à l'extrême ouest des Deux-Sèvres et à l'est de la Vendée.                                                                  | |
| 15/05/2018              | 5,8                      | Mayotte                 | Épicentre situé entre 50 et 60 km au large de Mayotte, à environ 10 km de profondeur.                                                                                              | Il s'agit du séisme le plus important jamais enregistré dans la région. Ce séisme s'inscrit dans une période d'activité sismique en essaim débutée le 10 mai 2018. Des centaines de séismes se sont produits, dont cinq séismes de magnitude supérieure à 4,5. |
| 28/09/2018              | 5,4,                     | Martinique              | Enregistré à 8 h 32 heure locale. Situé à environ 72 km à l'est-nord-est de Trinité en Martinique à 10 km de profondeur.                                                           | Fortement ressenti en Martinique où il a réveillé de nombreuses personnes et semé la panique. Intensité moyenne de IV-V, localement 5. Il a provoqué des fissures sur certains bâtiments publics dont 7 établissements scolaires, quelques dégâts matériels légers et un éboulement vers la commune de Fond Saint-Denis. Il a été largement ressenti en Guadeloupe avec des intensités de III voir localement IV (notamment à Marie-Galante qui est située plus près de l'épicentre que le reste de l'archipel guadeloupéen). Perçu jusqu'à la Barbade avec une intensité de II. |
| 20/03/2019              | 4,9                      | Charente-Maritime       | Enregistré à 10 h 56 à 30 km de Blaye et 62 km au nord de Bordeaux. Hypocentre à 2 km de profondeur.                                                                               | Article détaillé : Séisme de 2019 dans le sud-ouest de la France . |
| 21/06/2019              | 5,2                      | Pays de la Loire        | Enregistré à 8 h 50 aux Cerqueux-sous-Passavant. Hypocentre à 18 km de profondeur.                                                                                                 | ... |
| 11/11/2019              | 5,4                      | Drôme / Ardèche         | Enregistré à 11 h 52, heure locale. Épicentre au Teil, à 9 km de Montélimar et 22 km d'Aubenas. Profondeur : 2 km.                                                                 | Quatre blessés dénombrés, dont un grave. Également ressenti jusqu'à Lyon, Grenoble, Marseille, Avignon, Nîmes, Montpellier, Clermont-Ferrand, Saint-Étienne et Mâcon. |

### Années 2020
Principaux tremblements de terre ressentis en France (2020-2029)
| Date       | Magnitude | Zone géographique | Observations | Notes |
| ---------- | --------- | ----------------- | --- | --- |
| 21/09/2020 | 4,4       | La Réunion        | Enregistré à 21 h 00. Épicentre en mer à 22 km au nord-ouest de Saint-Denis.                                                                                         | Largement ressenti dans toute l'île. Pas de dégâts signalés. |
| 04/12/2020 | 3,5       | Strasbourg        | Enregistré à 7 h 00, à une dizaine de kilomètres de Strasbourg. | Séisme comparable à celui du 6 décembre 2006 dans la région de Bâle. Maisons fissurées. |
| 26/03/2021 | 5,8       | Guadeloupe        | Enregistré à 00 h 51 heure locale, à 64 km au nord-est de la Désirade, à une profondeur de 18 km                                                                     | Pas de dégâts signalés, ressenti dans l'ensemble de la Guadeloupe (intensité IV-V) et notamment à la Désirade (intensité V, voir VI localement),. Également ressenti en Martinique et globalement dans l'ensemble des Petites Antilles avec des intensités moindres.                                                                         |
| 12/03/2022 | 4,2       | Savoie            | Enregistré à 18 h 03 à Mercury avec des évènements de basse magnitude jusqu'à 18 h 48.                                                                               | Secousse ressentie à Annecy, Chambéry et en Italie du Nord. |
| 10/09/2022 | 4,8,      | Mulhouse          | Enregistré à 17 h 58, à 3 km de Kembs | Séisme ressenti en Suisse, en Allemagne et dans l'Est de la France (Nancy, Strasbourg, Dijon, Lyon), jusque dans la Nièvre, au-delà de 300 km de l'épicentre (Decize, Cercy-la-Tour). Pas de dégâts signalés. |
| 23/10/2022 | 3,9       | Morbihan          | Enregistré à 21 h 52, à Lanester | Pas de dégâts signalés. Ressenti jusque dans le Finistère. |
| 20/01/2023 | 6,1,      | Guadeloupe        | Enregistré à 7 h 23 heure locale, à 40 km à l'ouest-nord-ouest de Pointe-Noire, à une profondeur de 166 km.                                                          | Pas de dégâts signalés. La secousse a été ressentie à Anguilla, Saint-Martin, Saint-Barthélémy, Saint-Kitts-et-Nevis, Montserrat, Antigua-et-Barbuda, la Dominique et la Martinique. |
| 16/06/2023 | 5,3-5,5,  | Niort             | Enregistré à 18 h 38 heure locale, à 4 km au sud-sud-est de Courçon, et 29 km à l'est de la Rochelle, les communes les plus touchées étant La Laigne et Cram-Chaban. | Séisme de 2023 dans l'Ouest de la France : Ressenti dans la majeure partie des anciennes régions Pays-de-la-Loire et Poitou-Charentes et parfois en Bretagne et en Aquitaine. Des dégâts signalés sur les bâtiments entre la Rochelle et Niort, un blessé léger. Deux répliques de magnitude 4,6-5,1 et 3,4-4,0 sont ressenties le 17 juin,. |
| 14/09/2024 | 4,3       | Var               | Enregistré à 20 h 47 à Toulon | Pas de dégâts signalés. Ressenti jusqu'à Nice. |